# Arsenales y astilleros españoles del siglo XVIII
De los tres grandes arsenales y astilleros españoles del siglo XVIII, el Real Astillero de Guarnizo, los Reales Astilleros de Esteiro (en Ferrol) y el Real Astillero de La Habana, fue este último el que más navíos entregó a la Armada española durante este siglo. Tal fue la importancia de este astillero que se construyeron allí la mitad de los catorce navíos de tres puentes y más de 100 cañones botados durante el siglo.
La construcción naval en España de las embarcaciones de mayor porte se había localizado tradicionalmente en los puertos cantábricos de Pasajes, Orio y Guarnizo y en zonas del Mediterránea como Cartagena, Barcelona o San Feliú, siendo estas localidades más orientadas a las galeras.

## Arsenales y astilleros españoles de la Península

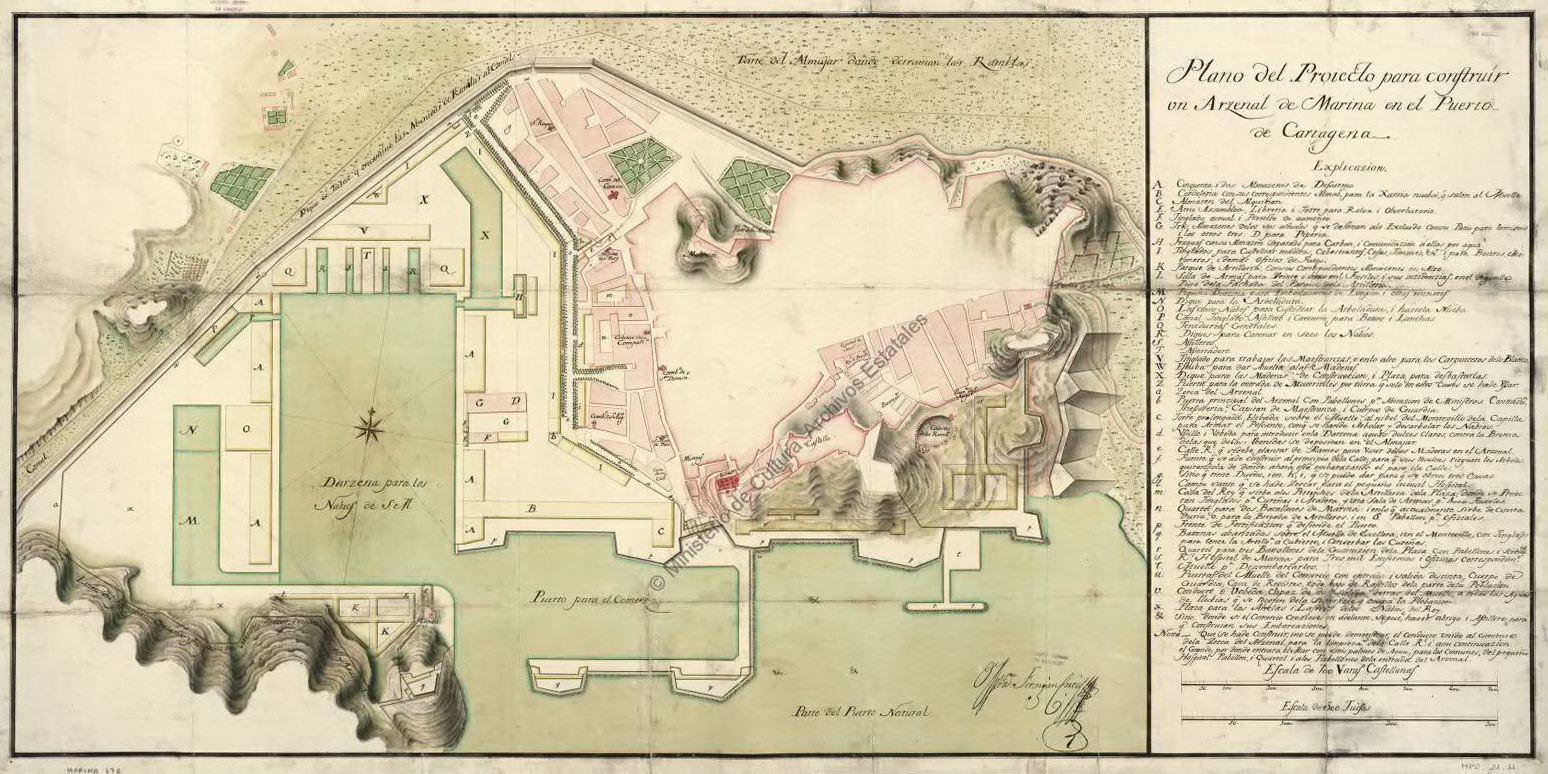
Plano de la construcción del Arsenal de Cartagena (Sebastián Feringán, 1751)

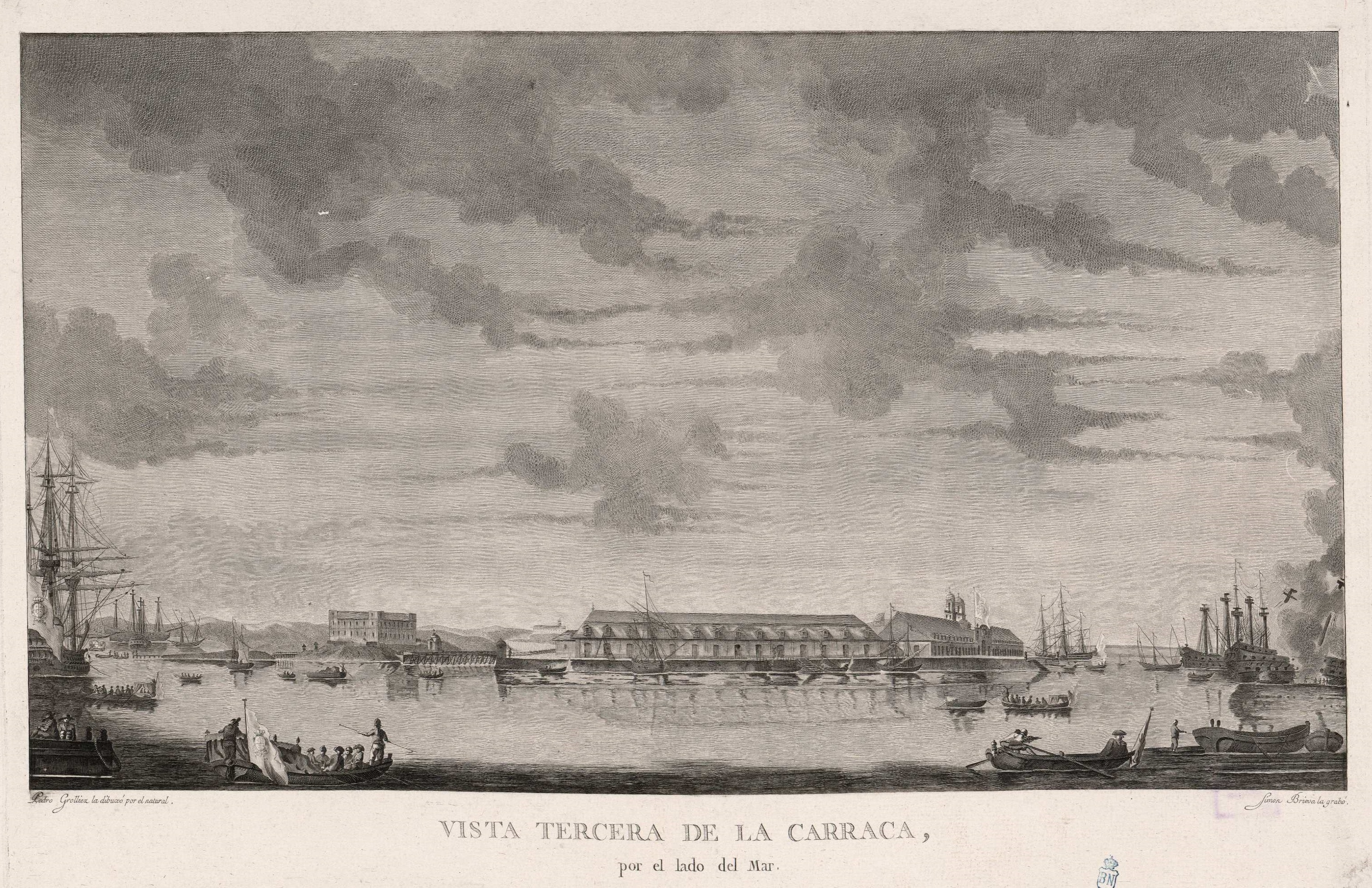
Vista de La Carraca (1785). Grabado de Simón Brieva. Biblioteca Nacional de España

En 1717, el recién nombrado intendente general de la Marina José Patiño ordena establecerse Arsenales Reales en cada una de las cabeceras de los nuevos departamentos navales de Cádiz, Ferrol y Cartagena.
Aunque con anterioridad a la Gran Redada de 1749 los arsenales habían sido el destino de muchos presidiarios, parte del plan del marqués de la Ensenada era que los gitanos no aptos para los batallones o las galeras, fueran sujetos a trabajos forzados en los tres arsenales de la Península, las de Cartagena, La Carraca (Cádiz) y La Graña (Ferrol).
- Real Fábrica de Navíos: San Felíu de Guixols. Fue mandado construir en 1716[5] por Felipe V, bajo la supervisión de José Patiño y cerrado en 1724.[6]
- Arsenal de Cartagena: Las obras del arsenal de Cartagena comenzaron en 1731.[2] Edward (Eduardo) Bryant fue contratado, con su ayudante, William Richards, en 1750 para dirigir la construcción naval en el arsenal militar de recién construcción.[7]
- Arsenal de la Carraca, Cádiz: Creado a instancias de José Patiño.[8] Aunque La Carraca (San Fernando, Cádiz), empezó a construirse en 1717, no sería hasta 1753 que Jorge Juan ordena transformarla para poder construir allí doce navíos de forma simultánea.[9] Durante la estancia de Mateo Mullan en Cádiz (1751-1765), el astillero construyó más de la mitad de las fragatas del país y más del 10 % de sus navíos.[10]
- Arsenal de La Graña, Ferrol.[4] El arsenal de Ferrol estaba originalmente en La Graña,[2] hasta que fue trasladado en 1750 a los Reales Astilleros de Esteiro por orden del marqués de la Ensenada.[2]
- Real Arsenal de Mahón, Menorca: Tras la construcción del Arsenal, en 1708, durante el dominio británico de la isla, las instalaciones tuvieron una gran importancia para España entre 1782 y 1798.[11]
- Reales Astilleros de Falgote (Colindres)
- Reales Astilleros de Esteiro, Ferrol: Durante este siglo, se construyeron en este astillero cincuenta y cuatro navíos de guerra.[1] En la década de 1750, Ferrol produjo 27 navíos. Sin embargo, durante los siguientes 20 años, solo se construyeron allí nueve navíos.[12] En 1772 se establece la Academia de Ingenieros de Marina en Ferrol.[13]
- Real Astillero de Guarnizo: Durante este siglo, se construyeron en este astillero cuarenta y cuatro navíos de guerra[1] incluyendo el primer navío español de tres puentes, el Real Felipe (1732).[1]
- Real Astillero de Santoña
- Real Astillero de Zorroza: Creado por la Corona en 1615, aunque había tenido una importancia constructora anterior, construyendo para las flotas de las Armadas Reales y la Carrera de Indias y numerosos galeones a lo largo del siglo XVII.[14]
- Real Astillero de Basanoaga: Fue uno de los astilleros más importantes de Guipúzcoa hasta el primer tercio del siglo XVIII.[15] Además de los numerosos galeones construidos allí a lo largo del siglo XVII, entre los navíos construidos en el siglo XVII se encuentran el San Juan Bautista y el San Isidro, ambos de 1713.[16]
- Astillero de Pasajes: En Pasajes se construyeron los tres primeros navíos para la Real Compañía Guipuzcoana de Caracas: San Joaquín, San Ignacio y Santa Bárbara, todos ellos en 1730.[17]

## Arsenales y astilleros en los territorios de ultramar del imperio

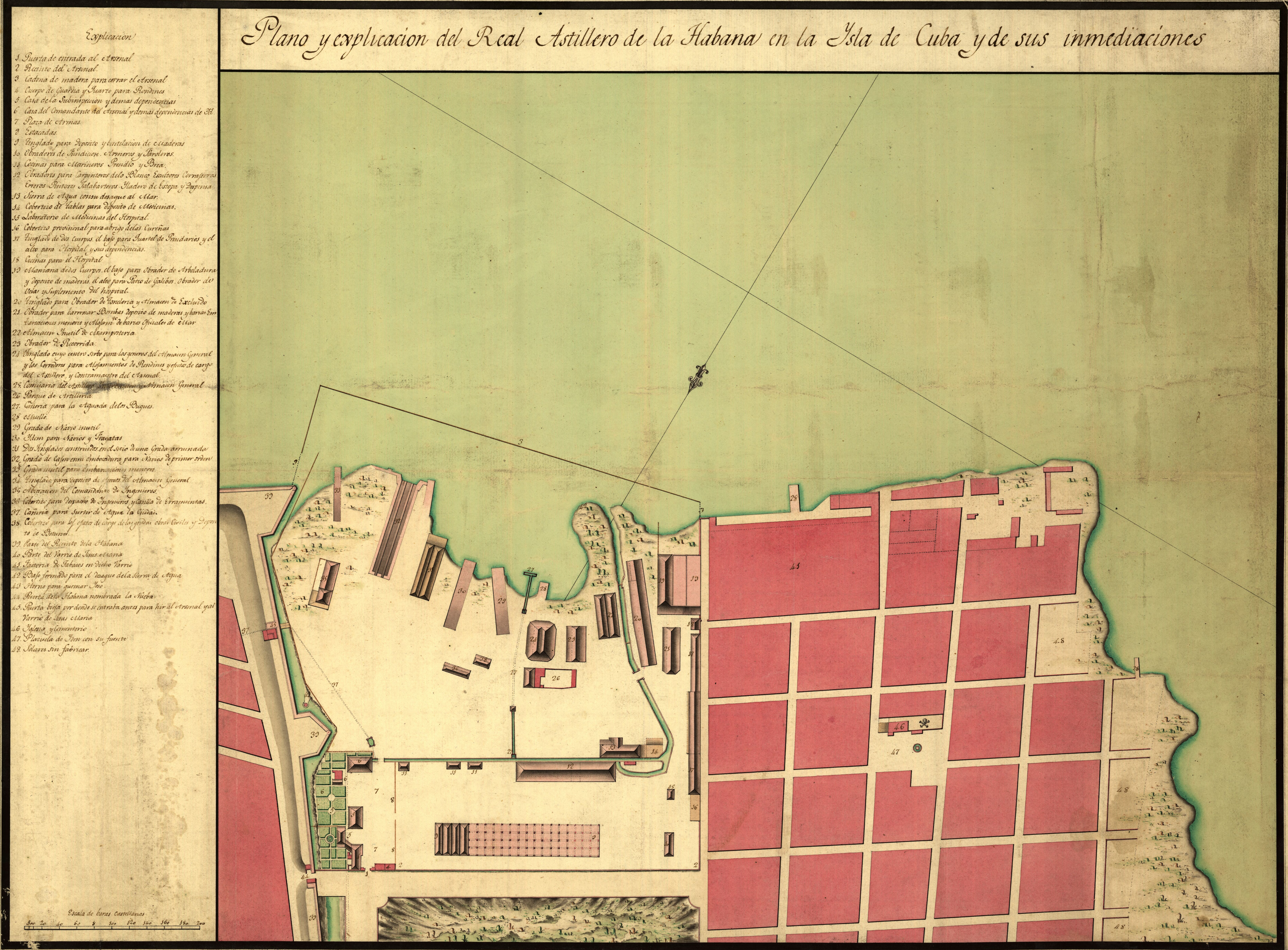
Real Astillero de La Habana en 1770

Plano de Guayaquil en 1741

- Real Astillero de La Habana: Fundado en 1725, fue, durante la primera mitad del siglo XVIII, el astillero más importante del Imperio español.[18] Entre 1728 y 1737, del total de treinta y nueve navíos de guerra construidos por España, catorce fueron construidos en La Habana.[1] Entre 1765 y 1794, se construyeron allí 18 navíos de línea, de los cuales seis eran de tres puentes.[19] Juan de Acosta, considerada «una de las figuras más destacadas de la construcción naval española»,[1] llegó a La Habana en 1717 como alférez de la Compañía de Gente de Mar, y en 1722 fue nombrado capitán de la Maestranza del Arsenal. Supervisó, entre otros navíos, la construcción de San Juan y San Lorenzo.[1] Por otra parte, tras una estancia en Cádiz, el constructor Mateo Mullan se traslada a La Habana en 1766,[10] donde se construye, en 1769, el navío Santísima Trinidad. En total, durante este siglo se construyeron en La Habana setenta y cuatro navíos de guerra.[1]
- Real Astillero del Sitio de la Tenaza (La Habana, Cuba): creado en 1735.[18]
- Real Astillero de Cavite (Cavite, Filipinas)
- Real Astillero de Guayaquil (Guayaquil, Ecuador) en 1752 se construyó allí el navío San José El Peruano, de 60 cañones,[20] cuyo diseño fue considerado un «fracaso completo».[18] Sin embargo, dada la riqueza de los bosques de la zona, en 1783, Carlos III mandó al gobernador enviar a la Península 24 muestras de cada una de numerosas maderas, como el guayacán. Así, en 1790, el navío Santiago El Fuerte trajo a España dichas maderas para su análisis.[18]
- Astillero de Realejo (El Realejo, Nicaragua): situado en el golfo de Fonseca[18]
- Real Astillero de Coatzacoalcos (Coatzacoalcos, México): Solo estuvo operativo durante 15 años (1720-1735)[18] y el único navío construido allí fue el Nueva España, de 60 cañones.[18]
- Astillero de San Blas (San Blas, México) Establecido en 1767, solo se construyó allí cinco goletas, dos paquebotes y dos corbetas, todos ellos de «cedro de quilla perilla».[20]
- Astillero de la Barraca (Manila, Filipinas). Creado por el gobernador y capitán general de Filipinas, Rafael María de Aguilar y Ponce de León.[21][22]